# Homoanarta cristifer
Homoanarta cristifer är en fjärilsart som beskrevs av Dyar 1918. Homoanarta cristifer ingår i släktet Homoanarta och familjen nattflyn. Inga underarter finns listade i Catalogue of Life.